# Rhododendron radians
Rhododendron radians är en ljungväxtart som beskrevs av J. J. Smith. Rhododendron radians ingår i släktet rododendron, och familjen ljungväxter.

## Underarter
Arten delas in i följande underarter:
- R. r. minahasae
- R. r. pubitubum